# Bambassi jezik
Bambassi jezik (amam, bambeshi, didessa, fadiro, northern mao, siggoyo; ISO 639-3: myf), afrazijski jezik u etiopskoj regiji (kililoch) Benišangul-Gumuz.
Jedan je od četiri mao jezika unutar kojih čini istočnu podskupinu. Ima dva dijalekta: didessa, bambassi

## Vanjske poveznice
- Ethnologue (14th)
- Ethnologue (15th)